# Shenanigans
Shenanigans är ett album av Green Day från 2002. Albumet består av B-sidor till tidigare släppta singlar, förutom "Ha Ha You're Dead" som var en nyinspelning.

## Låtlista
Alla texter är skrivna av Billie Joe Armstrong och all musik av Green Day, om inte annat visas.
1. Suffocate (2:54)
2. Desensitized (2:47)
3. You Lied (2:25)
4. Outsider (2:16) (Dee Dee Ramone)
5. Don't Wanna Fall in Love (1:38)
6. Espionage (3:23)
7. I Want to Be on TV (1:16) (Sam McBride/Tom Flynn)
8. Scumbag (1:45)
9. Tired of Waiting for You (2:32) (Ray Davies)
10. Sick of Me (2:07)
11. Rotting (2:51)
12. Do Da Da (1:30)
13. On the Wagon (2:47)
14. Ha Ha You're Dead (3:06) (Mike Dirnt) (Tidigare osläppt)

## D.U.I.
Enligt rykten ska låten "D.U.I.", skriven av Tré Cool, finnas med på japanska utgåvor av albumet, men detta stämmer inte. Låten togs bort för att den uppmanade folk att köra rattfulla.